# Faro de Saint-Pol
El faro de Saint-Pol, o faro del Dique Oeste, (en francés: Feu de Saint-Pol o Feu de la Jetée Ouest) es un faro situado en la localidad de Dunkerque, departamento de Norte, Francia, en el extremo del dique oeste de la terminal este del puerto de Dunkerque. Está declarado Monumento histórico de Francia desde 1999.

## Historia
Fue construido por el arquitecto Gustave Umbdenstock entre los años 1937 y 1938. Es de estilo Art decó que resalta para un edificio utilitario como es un faro. Durante la Segunda Guerra Mundial fue utilizado como puesto de observación, rodeado enteramente, excepto la linterna, de un blocao para protegerlo y sus dependencias convertidas en almacenes de municiones y otros suministros. El desmontaje de esta estructura de defensa comenzó en 1946 y no se finalizó hasta 1954.
Fue automatizado en 1979 y tras esa fecha empezó a deteriorarse hasta el punto de pensarse en su sustitución por un esqueleto metálico en 1996. Se formó entonces una sociedad de defensa del faro que consiguió en 1999 que fuese reconocido como Monumento histórico de Francia y restaurado.

## Características
El faro es una torre de planta cilíndrica de 36 metros de altura y construida en ladrillo. Emite un grupo de dos destellos de color verde en un ciclo total  de 6 segundos con un alcance nominal de 10 millas náuticas.